# The Pacific
The Pacific (no Brasil, O Pacífico) é uma minissérie sobre a Segunda Guerra Mundial produzida pela HBO, Seven Network Australia e DreamWorks, que estreou nos Estados Unidos em 14 de março de 2010.
Semelhante a minissérie Band of Brothers, de 2001, que abordava a participação do exército dos Estados Unidos no Teatro de Operações da Europa durante Segunda Guerra Mundial, The Pacific se passa em meio às ações do Corpo de Fuzileiros Navais dos Estados Unidos no Teatro de Operações do Pacífico, também durante a Segunda Guerra Mundial.
The Pacific tem Bruce McKenna, um dos principais escritores em Band of Brothers, como co-produtor executivo e Hugh Ambrose, filho do autor de Band of Brothers, Stephen E. Ambrose, como consultor do projeto. Hugh Ambrose também foi autor do livro The Pacific lançado em 2009, que serviu de inspiração para a criação da minissérie The Pacific.

## Produção
The Pacific tem produção de Steven Spielberg, Tom Hanks e Gary Goetzman que também foram produtores da minissérie Band of Brothers lançada em 2001, em associação com a HBO Films, Playtone, Dreamworks e Seven Network, além disso também foram produtores de Masters of the Air que será lançada em 26 de janeiro de 2024 e exibida pela Apple TV+.
As filmagens da minissérie The Pacific começaram na Austrália, dia 10 de agosto de 2007, e terminaram no final de maio de 2008.
A trilha sonora foi escrita por Hans Zimmer, Geoff Zanelli e Blake Neely e foi lançado em 9 de março. A série estreou em 14 de março de 2010 na HBO.

## Orçamento
Originalmente, o projeto foi estimado em 100 milhões de dólares, mas com um orçamento de mais de US$ 150 milhões, é considerada a série mais cara já feita na Austrália. O jornal Herald Sun estima que ela trouxe 4.000 empregos e gerou US$ 180 milhões para a economia australiana.

## Memorial
The Pacific é baseada principalmente em dois livros de memórias de integrantes da Marinha dos Estados Unidos, With the Old Breed: At Peleliu and Okinawa de Eugene Sledge, e Helmet for My Pillow, de Robert Leckie. A série conta as histórias dos dois autores e do marine John Basilone, a medida que a guerra contra o Império do Japão se desenrola. Também é baseada em China Marine, de Sledge, e Red Blood, Black Sand, autobiografia de Chuck Tatum, um fuzileiro que lutou ao lado de Basilone em Iwo Jima.
A série mostra conhecidas batalhas envolvendo a 1ª Divisão de Fuzileiros Navais dos Estados Unidos, tais como as de Guadalcanal, Cabo Gloucester, Peleliu e Okinawa, bem como o envolvimento de Basilone na Batalha de Iwo Jima.

## Episódios
Esta é uma breve sinopse sobre os 10 capítulos da série.
| Nº | Título do Episódio         | Diretor                       | Data de Lançamento  |
| --- | -------------------------- | ----------------------------- | ------------------- |
| 1 | "Guadalcanal/Leckie"       | Tim Van Patten                | 14 de Março de 2010 |
| Robert Leckie e o 1º Regimento de fuzileiros navais desembarcam em Guadalcanal e participam da Batalha do Tenaru. Eugene Sledge convence seus pais a permitir que ele participe da guerra. A Batalha da Ilha de Savo é brevemente retratada. |                            |                               |                     |
| 2 | "Basilone"                 | David Nutter                  | 21 de Março de 2010 |
| John Basilone e o 7º regimento de fuzileiros navais desembarcaram em Guadalcanal para reforçar as defesas em torno do campo aéreo de Henderson. Basilone, tentando realocar o barril de sua metralhadora Browning M1917 em uma posição melhor, acaba queimando severamente os seus braços. Mesmo ferido e tendo sua unidade reduzida em poucos homens, Basilone ainda é capaz de lutar e manter sua posição na metralhadora diante do avanço de um grande número de soldados japoneses. |                            |                               |                     |
| 3 | "Melbourne"                | Jeremy Podeswa                | 28 de Março de 2010 |
| A 1ª Divisão da Marinha em Guadalcanal está aliviada e chega a Melbourne, na Austrália. Leckie se apaixona por Stella Karamanlis, uma australiana de descendência grega, que o convida para ficar na casa de seus pais. Basilone recebe a Medalha de Honra por suas ações em Guadalcanal e é mandado para casa para vender títulos de guerra. |                            |                               |                     |
| 4 | "Gloucester/Pavuvu/Banika" | Graham Yost                   | 4 de Abril de 2010  |
| Eugene Sledge se alista para os fuzileiros navais e treina para o combate, enquanto Leckie e a 1ª Divisão da Marinha são colocados em ação em Cape Gloucester. Após a ação em Gloucester, Leckie e a primeira divisão chegam em Pavuvu, que serve como uma base temporária para a 1ª Divisão de Fuzileiros dos EUA. Leckie começa a sofrer de enurese noturna causada pelo estresse da guerra.                                                                                          |                            |                               |                     |
| 5 | "Peleliu Landing"          | Carl Franklin                 | 11 de Abril de 2010 |
| Sledge é reunido com um velho amigo, Sidney Phillips. Leckie se recompõe e novamente se adapta ao estilo de vida na linha de frente. Sledge e Leckie desembarcam com a 1ª Divisão da Marinha em Peleliu. |                            |                               |                     |
| 6 | "Peleliu Airfield"         | Tony To                       | 18 de Abril de 2010 |
| Os fuzileiros navais se movem para capturar a pista de pouso vital de Peleliu. Leckie é ferido por uma explosão de concussão durante a batalha, enquanto tentava transmitir uma mensagem para o paramédico. Com o rosto cheio de estilhaços e mobilidade limitada, ele é evacuado e enviado para se recuperar em um navio-hospital enquanto a batalha pela ilha prosseguia. |                            |                               |                     |
| 7 | "Peleliu Hills"            | Tim Van Patten                | 25 de Abril de 2010 |
| Sledge e a 5º divisão de fuzileiros se movem para as colinas de Umurbrogol (Bloody Nose Ridge) em Peleliu, para enfrentar os japoneses. O capitão Andrew “Ack-Ack” Haldane é baleado e morto por um atirador japonês enquanto avaliava a área da colina 140. |                            |                               |                     |
| 8 | "Iwo Jima"                 | David Nutter & Jeremy Podeswa | 2 de Maio de 2010   |
| Basilone é transferido para a 5ª Divisão da Marinha onde ele treina fuzileiros para o combate. Lá ele conhece e se casa com Lena Riggi. Ele então desembarca em Iwo Jima, mas é morto no primeiro dia da batalha. |                            |                               |                     |
| 9 | "Okinawa"                  | Tim Van Patten                | 9 de Maio de 2010   |
| Sledge e a 1ª Divisão da Marinha desembarcam em Okinawa. Sledge, agora um veterano experiente, torna-se mais cínico e frio, e não demonstra mais compaixão pelos japoneses. Após a batalha, enquanto ele e os outros fuzileiros se preparam para voltar de Okinawa para casa, eles ouvem falar de uma "nova bomba" que "vaporizou uma cidade japonesa inteira em um piscar de olhos".                                                                                                   |                            |                               |                     |
| 10 | "Home"                     | Jeremy Podeswa                | 16 de Maio de 2010  |
| Sledge e Leckie voltam para casa depois da rendição japonesa. Sledge ainda é assombrado pelos horrores da guerra. Leckie começa um relacionamento com a sua futura esposa, Vera. A viúva de Basilone, Lena, visita seus pais e lhes dá sua Medalha de Honra. |                            |                               |                     |

## Elenco
- Jon Seda – Sargento John Basilone
- Joseph Mazzello – Cabo Eugene B. "Sledgehammer" Sledge
- James Badge Dale – Soldado de Primeira Classe Robert(Bob) "Lucky" Leckie
- Rami Malek – Cabo Merriell A."Snafu" Shelton
- Martin McCann – Sargento Romus V. "R.V" Burgin
- Scott Gibson – Capitão Andrew A. "Ack Ack" Haldane
- Ashton Holmes – Cabo Sidney(Sid) C. Phillips Jr.
- William Sadler – Coronel Lewis B. "Chesty" Puller
- Josh Helman – Soldado de Primeira Classe Reuben L."Lew - Chuckler" Juergens
- Brendan Fletcher – Soldado de Primeira Classe William(Bill) Leyden
- Jacob Pitts – Soldado de Primeira Classe William(Bill) J. "Hoosier" Smith
- Dylan Young – Cabo Jay P. De L'Eau
- Leon Ford – Tenente Edward A. "Hillbilly" Jones
- Gary Sweet – Sargento Elmo M. "Gunny" Haney
- Keith Nobbs – Cabo Wilbur N. "Bud - Runner" Conley
- Jon Bernthal – Sargento Manuel(Manny) Rodriguez
- Joshua Biton – Sargento James P. "J.P" Morgan
- Annie Parisse – Sargento Lena M. Riggi Basilone
- Isabel Lucas – Gwen
- Penny McNamee – Hope
- Cariba Heine – Phyllis
- Nikolai Nikolaeff – Rear Echelon Man
- Matt Craven – Dr. Grant
- Nathan Corddry – Soldado Loudmouth
- Matthew Dale – Sargento John Marmet
- Damon Herriman – Merrin
- Grant Cartwright – Capitão Midnight
- Ashley Zukerman – Tenente Robert "Mac - Scotty" Mackenzie
- Ben Esler – Soldado de Primeira Classe Charles(Chuck) W. Tatum
- Joshua Close – Major Edward S. Sledge Jr.
- Conor O' Farrell – Dr. Edward S. Sledge
- Freddie Joe Farnsworth – Tenente "Stumpy" Stanley
- Simon Bossell – "Red-Doc" Stern
- Tom Budge – Soldado de Primeira Classe Ronnie "Kid" Gibson
- Braydn Michael – Robert Marshall
- David Ludlow – Soldado Lil'One
- Frank Lee –  Soldado Chuck "Cho" Yang
- Henry Nixon –  Capitão Hugh "Ivy League" Corrigan
- Dwight Braswell – Soldado de Primeira Classe Clifford B. "Steve" Evanson
- Anna Torv – Virginia Grey
- Mauricio Merino Jr – Handyboy
- Karl Cottee – Cabo Pegg
- Claire van der Boom – Stella Karamanlis
- Mark Trezise – LVT Driver
- Caroline Dhavernas – Vera Keller Leckie
- Christopher Foy – Soldado Tony "Kathy - Boot" Peck
- Noel Fisher –  Soldado Hamm
- Andrew Lees – Soldado de Primeira Classe Robert B. Oswalt
- Nathan Lovejoy – Sargento Crease
- Lawrence Shaman Breuls – Tenente "Big-Picture" Larkin
- Toby Leonard Moore – Tenente "Spearmint" Stone
- John Reynolds  –  Cabo Charles L. "Red" Womack
- Adam Booth – Sargento Ralph Briggs
- Ian Meadows – Soldado Cecil "Chicken" Evans
- Samson Parsonson – Soldado William LaPointe
- Nick Tate – Tom Smee
- Sandy Winton – Capitão Jameson
- Rohan Nichol – Tenente  "Frenchy" "Commando" "Lebec"
- Brandon Keener – Tenente Charles Dunworthy

## Exibição
- América Latina
  - HBO LA a partir de abril de 2010.
- Ásia
  - HBO Ásia começou a promover a série desde o final de 2009.
- Austrália
  - O programa foi ao ar no Canal Sete em 2009. Mas o Herald Sun informou que a estreia na HBO virá primeiro em 2010, então ele será transmitido na Austrália.
- Bélgica
  - Primeiro começou a promover a série em fevereiro de 2010 e irá começar a emitir em 29 de março de 2010.
- Brasil
  - HBO Brasil começou a promover a série em junho de 2009 e é destinada a divulgar a série no final de março de 2010.
  - Rede Bandeirantes exibiu em 27 de maio a 13 de junho de 2015.
- Bulgária
  - HBO Bulgária vai transmitir a série que começa 15 de março de 2010.
- Canadá
  - HBO Canadá vai transmitir a série que começa 14 de março de 2010.
- Croácia
  - HBO Adria vai transmitir a série que começa 15 de março de 2010.
- Dinamarca
  - Canal a partir 4 de abril de 2010.
- Eslovênia
  - HBO Eslovénia vai transmitir a série de início 15 de março de 2010.
- Espanha
  - Canal a partir 15 de março de 2010.
- Estados Unidos
  - HBO vai transmitir a série estreia em 14 de março de 2010.
- Finlândia
  - YLE, no outono de 2010.
  - Canal a partir 4 de abril de 2010.
- França
  - Canal em 2010
- Grécia
  - Nova Cinema
- Holanda
  - Veronica partida 3 de abril de 2010.
- Hungria
  - HBO Hungria vai transmitir a série que começa 15 de março de 2010.
- Itália
  - Sky Itália vai transmitir a série que começa 9 de maio de 2010.
- Irlanda
  - Sky Movies começará a ir ao ar dia 4 abril 2010.
  - RTE One vai transmitir o minisséries data a ser confirmada.
- Israel
  - Sim (Israel) irá ao ar a minissérie em Sim Estrelas ação em 2010.
- Jamaica
  - Jamaica televisão irá ao ar a minissérie The Pacific, em Junho de 2010.
- Macedônia
  - HBO Macedônia vai transmitir a série que começa 15 de março de 2010.
- Nova Zelândia
  - Uma delas é a promoção que vai exibir o replay depois de Band of Brothers em 2010.
- Noruega
  - a partir de abril de 2010.
  - NRK 2010/2011
- Polônia
  - HBO Polónia irá começar a exibir a série em 15 de março de 2010, um dia após a estreia nos Estados Unidos.
- Portugal
  - No AXN 16 de março de 2010.
- Roménia
  - HBO Roménia vai transmitir a série que começa 15 de março de 2010.
- Sérvia
  - HBO Srbija a partir 15 de março de 2010.
- Turquia
  - CNBC-e vai transmitir a série.
- Reino Unido
  - Sky Movies começará a ar 4 de abril 2010.
- República Tcheca
  - HBO República Tcheca vai transmitir a série que começa 15 de março de 2010.

## Trailer

### Estados Unidos
O primeiro trailer oficial do The Pacific nos Estados Unidos, foi exibido na HBO, antes da 2 ª temporada estreia de True Blood em 14 de junho de 2009. Ele mostrou imagens dos três personagens principais, incluindo uma conversa entre Leckie e Sledge, do casamento de Basilone e inúmeras cenas de combate. O trailer foi apresentado com "2010", exibido na tela, em alusão e confirmando a data de lançamento da série. Um novo trailer está atualmente disponível no site da HBO, no qual a data de "março de 2010" é exibida, mostrando uma data de lançamento mais específica da série. Em 14 de janeiro de 2010, a Comcast adicionou com Demanda o conteúdo da série, incluindo algumas cenas, entrevistas com os produtores e os perfis dos personagens.